# Dioscorea gentryi
Dioscorea gentryi är en enhjärtbladig växtart som beskrevs av O.Tellez. Dioscorea gentryi ingår i släktet Dioscorea och familjen Dioscoreaceae. Inga underarter finns listade i Catalogue of Life.